# Escola Estadual Amadeu Amaral
A Escola Estadual Amadeu Amaral, originalmente denominada Escolas Reunidas do Belenzinho, é uma das escolas mais antigas da zona Leste de São Paulo criada durante a Primeira República, em 1907, em um prédio arrendado pelo governo do Estado de São Paulo, no bairro do Belenzinho. Sob a direção do professor Carlos de Escobar, a escola passou a funcionar, em 1911, em um prédio no Largo São José do Belém, na capital paulista, onde permanece até hoje. A construção foi tombada pelo CONDEPHAAT no dia 11 de novembro de 2010, conforme publicação no Diário Oficial do Estado (DOE).

## História

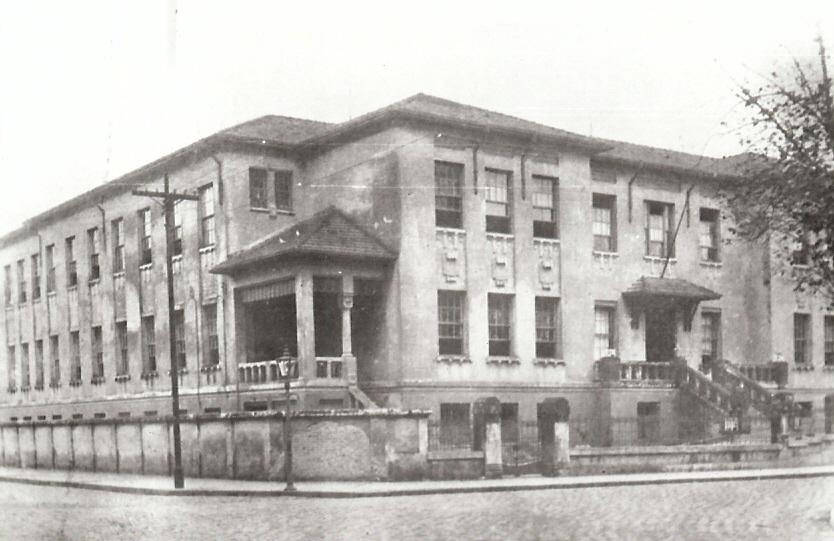
Escola Estadual Amadeu Amaral em 1929

Criadas em 1907 em um prédio arrendado pelo governo do Estado de São Paulo, as Escolas Reunidas do Belenzinho funcionavam na Avenida da Intendência, no bairro do Belenzinho, na zona Leste da capital paulista. Sob a direção do professor Carlos de Escobar, elas tinham, em 1908, 129 alunos de ambos os sexos divididos em turmas de 1º e 2º ano. Depois, em 1909, a escola ganhou um novo estatuto e passou a ser chamada oficialmente de Grupo Escolar do Belenzinho. A mudança fez parte do projeto de 1983 do governo do Estado de São Paulo que criava grupos escolares com o objetivo de reunir escolas isoladas em um mesmo lugar. A prática se difundiu pelo país ao longo do século XX.
Em 1911, a instituição foi deslocada para um novo prédio no Largo São José do Belém, em frente à Paróquia São José do Belém, onde permanece até hoje. O projeto arquitetônico era do carioca Hypolito Gustavo Pujol Júnior. A escolha da localidade não foi aleatória. No início do século XX, a zona Leste vivia uma política de expansão da rede pública de ensino com o objetivo de atender o crescimento da população que começava a sair do Centro de São Paulo e se expandir para bairros mais distantes. Neste mesmo ano, o horário das aulas foi ampliado e a escola passou a atender alunos apenas no período matutino e alunas apenas no período vespertino. O ator e cineasta Amácio Mazzaropi foi um dos estudantes da escola, em 1919.
Em 1932, a instituição foi rebatizada como Grupo Escolar Amadeu Amaral, em homenagem ao poeta brasileiro Amadeu Ataliba Arruda Amaral Leite Penteado. Nesse período, “o uniforme dos alunos era composto de calça azul-marinho, camisa branca e uma gravatinha com o número de listras correspondente ao ano que o aluno cursava”. Na década de 1940, uma das salas do segundo andar foi reformada para projetar filmes quinzenalmente para os alunos. Entre 1969 e 1975, o mesmo prédio abrigou o Colégio Estadual Brigadeiro Veloso, que funcionava nos períodos matutino e vespertino com aulas para alunos do ensino médio.

A partir de janeiro de 1976, a instituição passou a ser chamada de Escola Estadual de Primeiro e Segundo Graus Amadeu Amaral depois da junção do Grupo Escolar Amadeu Amaral e do Colégio Estadual Brigadeiro Veloso. Em 1996, a escola transferiu os alunos da 1ª a 4ª série (ensino fundamental I) para a Escola Estadual Sarmento Pimentel e Escola Estadual Guerino Raso, localizadas na mesma região. 

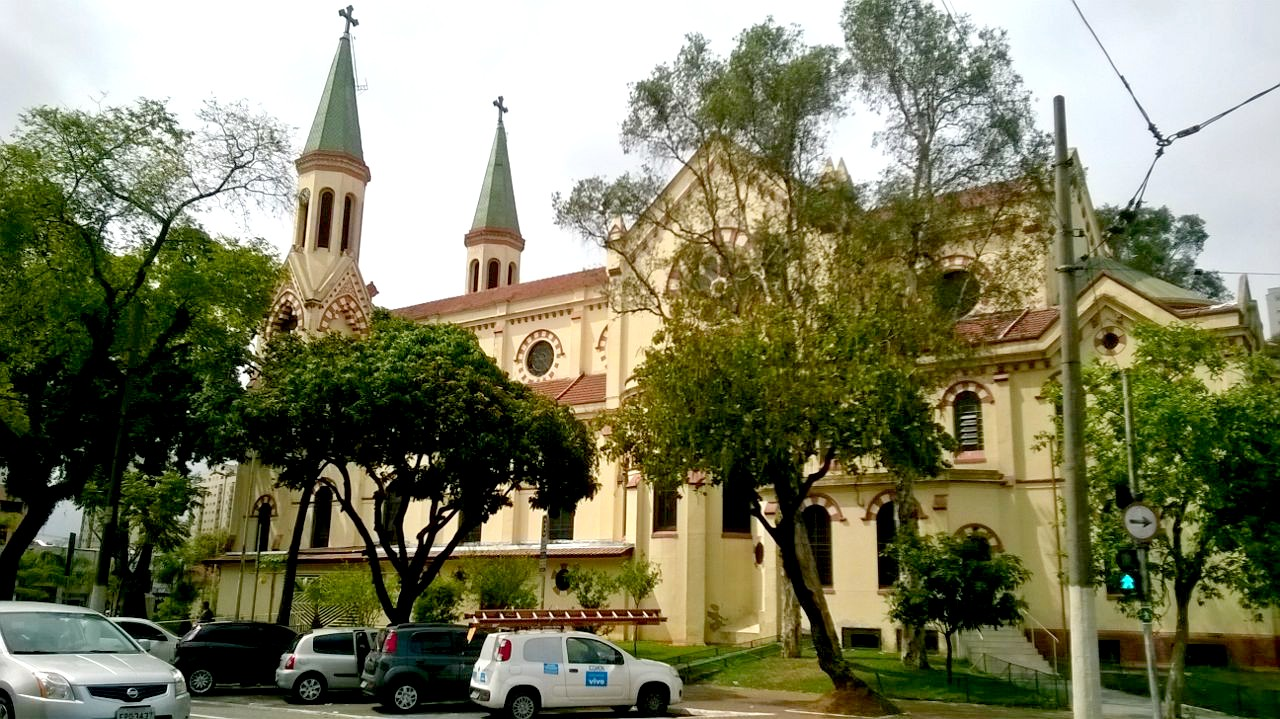
Paróquia São José do Belém, em frente à E.E. Amadeu Amaral

 No mesmo ano, os estudantes da 5ª a 8ª série dessas últimas duas escolas foram transferidos para a Amadeu Amaral, que passou a atender apenas o ensino fundamental II e o ensino médio. Ainda em 1996, a instituição começou a oferecer aulas com atendimento especializado para crianças com deficiências múltiplas.
Com a regulamentação da Lei de Diretrizes e Bases da Educação Nacional de 1999, o prédio, ainda localizado no Largo São José do Belém, na zona Leste de São Paulo, passou a ser chamado de Escola Estadual Amadeu Amaral, como é até hoje. Os alunos do ensino fundamental II receberam aulas em período integral entre 2009 e 2011. Neste período, o currículo escolar era composto por aulas da grade básica (Matemática, Língua Portuguesa, Geografia, Ciências etc) e também por aulas complementares (Informática e Atividades artísticas, por exemplo). Em 2012, a escola passou por uma reestruturação e deixou de oferecer aulas em período integral. Desde então, a Escola Estadual Amadeu Amaral atende alunos do ensino fundamental II e ensino médio nos períodos da manhã e da tarde.

## Características arquitetônicas

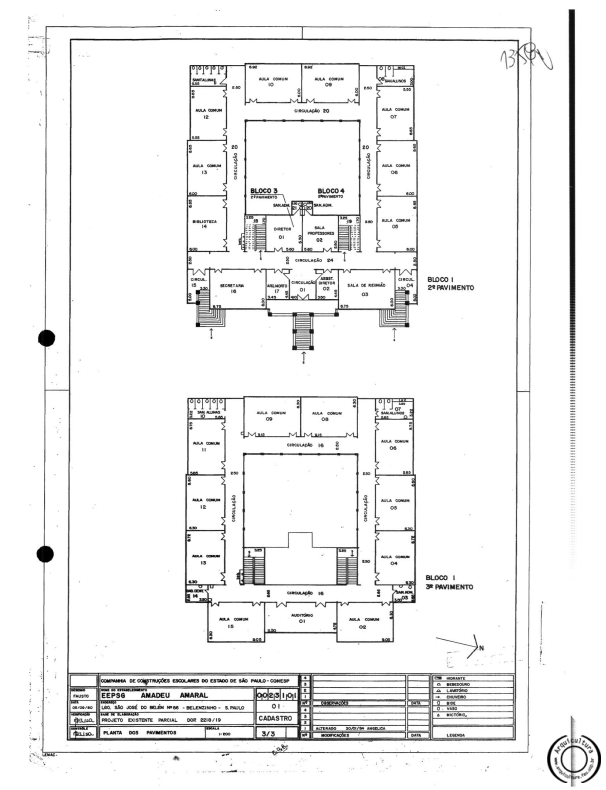
O projeto da escola foi desenhado pelo carioca Hypolito Gustavo Pujol Júnior

A instalação de 1911 da atual Escola Estadual Amadeu Amaral no prédio localizado no Largo São José do Belém, na zona Leste de São Paulo, foi de responsabilidade do arquiteto carioca Hypolito Gustavo Pujol Júnior. Ele é autor de outros projetos arquitetônicos na capital paulista, como a construção do Jardim Europa, bairro nobre da zona oeste de São Paulo. Para a construção da E.E. Amadeu Amaral, Hypolito Gustavo Pujol Júnior adaptou as plantas das escolas estaduais do Brás e de Santos, no litoral, ambas criadas pelo arquiteto Manuel Sabater.
Diferentemente das escolas estaduais da época, que tinham em média dois andares com cerca de 8 a 12 salas de aula, o prédio da Escola Estadual Amadeu Amaral era grandioso: 20 salas de aula divididas em três andares, incluindo o térreo. O pé direito é alto e tem janelas verticais, portas grandes, escadarias e varandas em diferentes pontos do prédio. Além das salas de aula, a escola abriga também uma seção administrativa no piso térreo.
Atualmente, o projeto é visto como uma adaptação que simplificou os padrões arquitetônicos da época e, ao mesmo tempo, possibilitou o desenvolvimento de um prédio escolar mais fácil de circular. A planta criada por Hypolito Gustavo Pujol Júnior mudou as fachadas da escola e previu corredores dentro do prédio com o objetivo de facilitar a ida dos alunos para os diferentes ambientes da escola. Mais do que isso, a Escola Estadual Amadeu Amaral foi construída com espaços que priorizam a higiene, insolação e ventilação apropriados para o ambiente escolar.
Ao longo dos anos, o prédio passou por diferentes reformas, incluindo mudança de cores das paredes e das fachadas, inclusão de novas subdivisões das salas de aula, acabamento e equipamentos estruturais. Em janeiro de 2014, a escola passou por uma grande revitalização, que demorou cerca de 10 meses para ficar concluída.

## Significado histórico e cultural

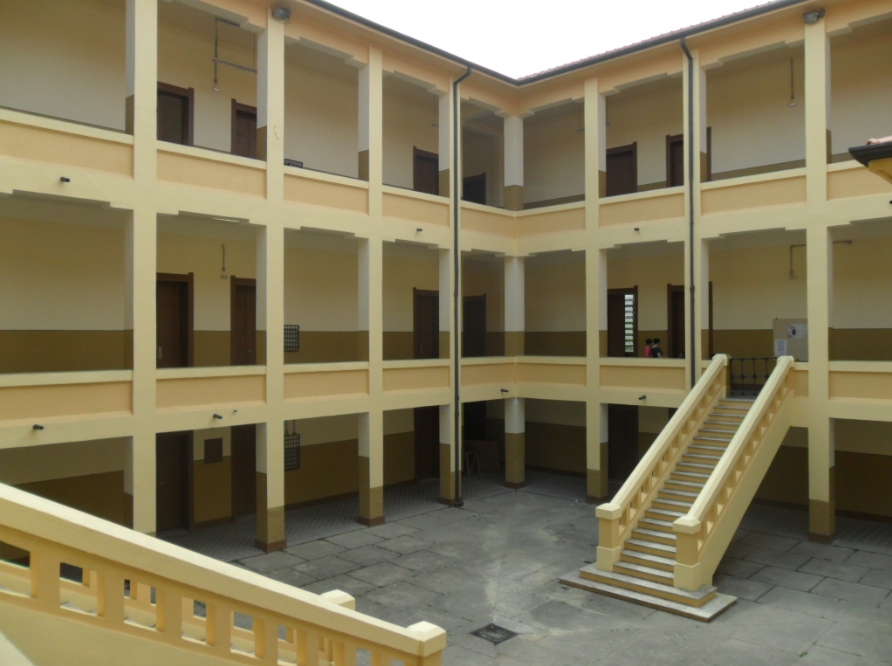
A escola passou por reformas em 2014, mas não teve as características originais afetadas

A Escola Estadual Amadeu Amaral recebeu diferentes nomes desde a sua inauguração em 1907 e cada um deles representa um período diferente da história do ensino público não só no estado, mas também no Brasil. As mudanças foram impulsionadas primordialmente em função da Lei de Diretrizes e Bases da Educação Nacional, que regula em um único documento as determinações que devem ser seguidas pelas escolas de administração pública. A construção da escola também mostra o compromisso do Estado com o desenvolvimento de políticas públicas voltadas para a educação durante a Primeira República. As primeiras edificações voltadas para o ensino foram criadas durante o período colonial com o objetivo de catequizar os índios em colégios e seminários. Com a transformação do regime do país de Imperial para Republicano, transformou-se também a concepção do papel do Estado de garantir o ensino básico.
O conjunto de edificações da Escola Estadual Amadeu Amaral representa também um marco importante no projeto arquitetônico da cidade, pois é a concretização de uma planta inovadora, que adaptou modelos preconcebidos pelos arquitetos da época e possibilitou uma mudança na disposição dos espaços no ambiente escolar, como é o caso da elaborada por Hypolito Gustavo Pujol Júnior.
Foi o conjunto dessa representatividade que levou o CONDEPHAAT a indicar, em 1986, o tombamento do prédio em que se encontra a Escola Estadual Amadeu Amaral, juntamente de outras 162 escolas estaduais construídas pelo governo de São Paulo entre 1890 e 1930. O processo 24929/86 possibilitou o tombamento de 126 construções do total das indicadas pelo Conselho. A resolução final foi publicada no Diário Oficial do Estado (DOE) em novembro de 2010 e previa uma série de medidas para futuras interferências nas construções, tais como a conservação das características originais e a dimensão do espaço dos prédios principais.

## Estado Atual
Atualmente, a Escola Estadual Amadeu Amaral oferece aulas para alunos do ensino fundamental II e do ensino médio nos períodos da manhã e da tarde. No mesmo prédio, há também uma unidade da ETEC José Rocha Mendes, escola técnica voltada para cursos superiores.
Em novembro de 2008, cerca de 30 alunos da escola depredaram janelas e cadeiras depois de uma briga entre duas alunas. A instituição havia passado por uma reforma, mas ficou com as paredes pichadas e teve as grades dos banheiros retiradas pelos estudantes. Professores ficaram dias sem poder dar aula por causa da rebelião. A Polícia Militar de São Paulo ocupou a escola por cerca de 10 minutos para identificar os responsáveis pelo vandalismo.

## Galeria

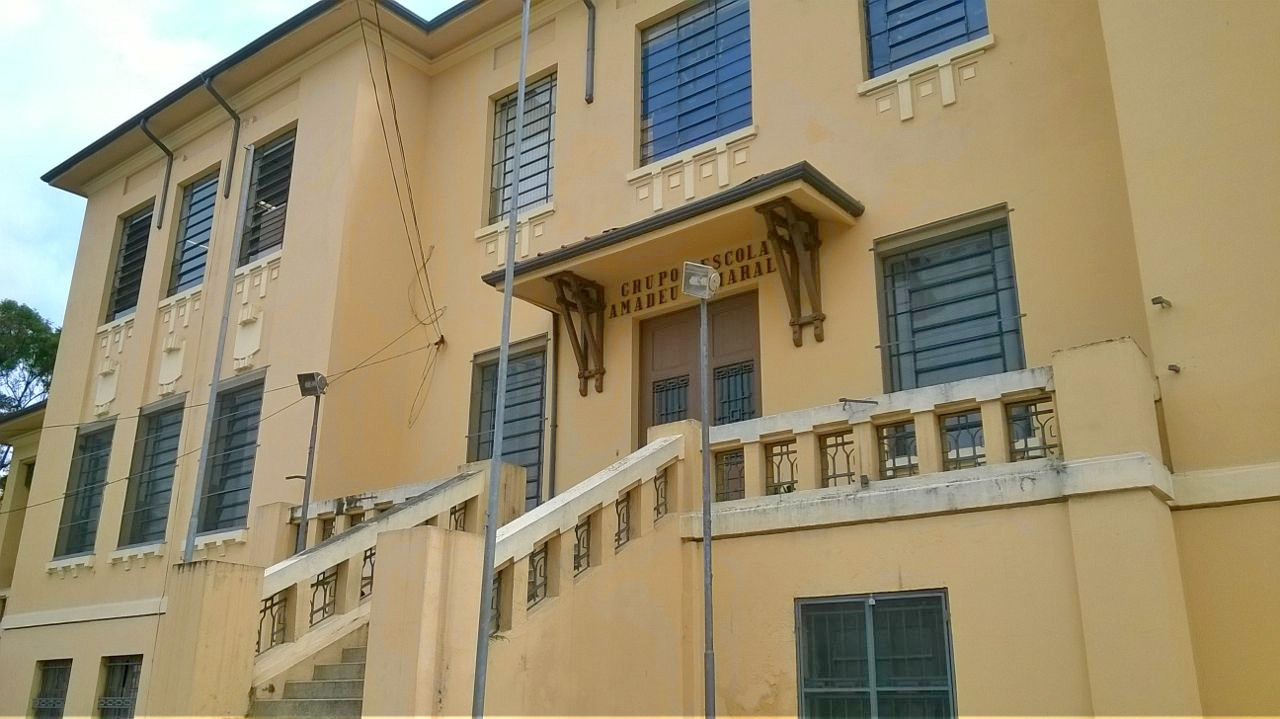
Detalhes da fachada principal da E.E. Amadeu Amaral
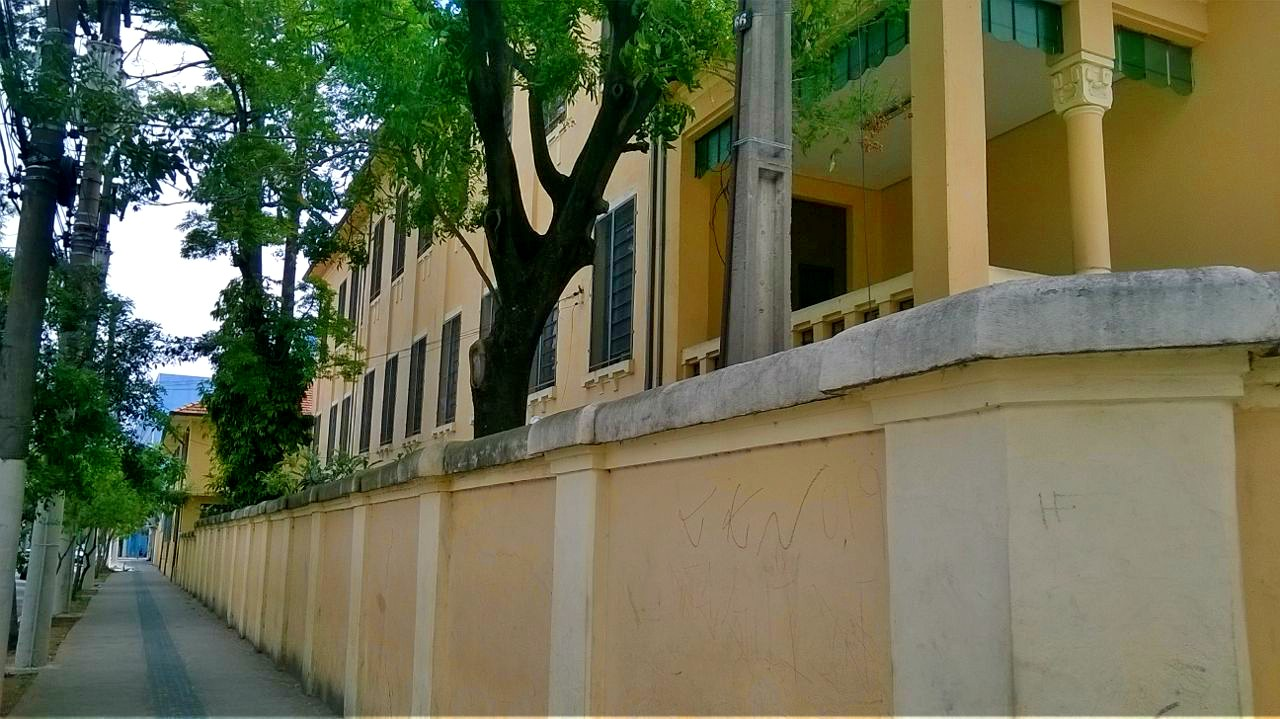
Fachada lateral da Escola Estadual Amadeu Amaral
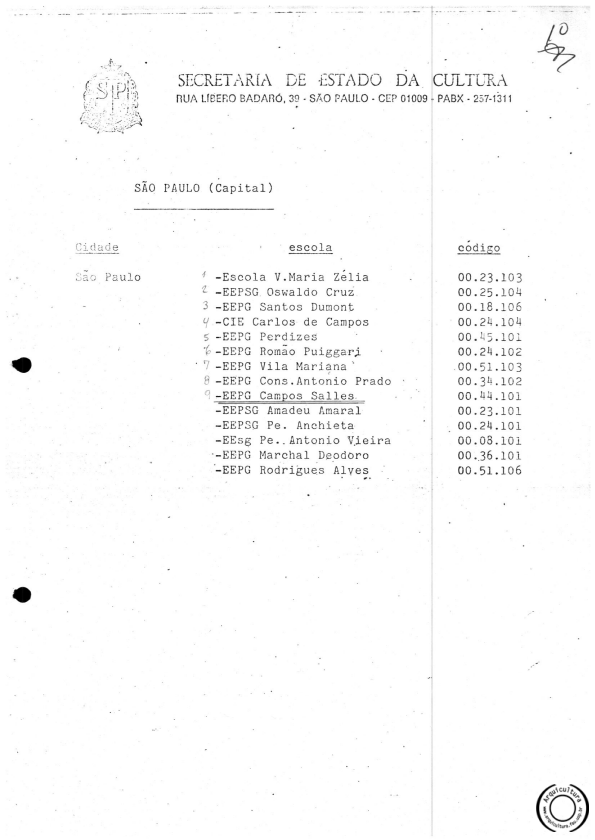
Lista com nomes das escolas estaduais na capital em pedido do CONDEPHAAT